# Поду Кеиј (Прахова)
Поду Кеиј (рум. Podu Cheii) насеље је у Румунији у округу Прахова у општини Бребу. Oпштина се налази на надморској висини од 582 m.

## Становништво
Према подацима из 2002. године у насељу је живело 206 становника, од којих су сви румунске националности.